# Niantic (Illinois)
Niantic es una villa ubicada en el condado de Macon en el estado estadounidense de Illinois. En el Censo de 2010 tenía una población de 707 habitantes y una densidad poblacional de 255,35 personas por km².

## Geografía
Niantic se encuentra ubicada en las coordenadas 39°51′16″N 89°9′54″O / 39.85444, -89.16500. Según la Oficina del Censo de los Estados Unidos, Niantic tiene una superficie total de 2.77 km², de la cual 2.77 km² corresponden a tierra firme y (0%) 0 km² es agua.

## Demografía
Según el censo de 2010, había 707 personas residiendo en Niantic. La densidad de población era de 255,35 hab./km². De los 707 habitantes, Niantic estaba compuesto por el 97.17% blancos, el 0.71% eran afroamericanos, el 0.14% eran amerindios, el 0.28% eran asiáticos, el 0% eran isleños del Pacífico, el 0.99% eran de otras razas y el 0.71% pertenecían a dos o más razas. Del total de la población el 1.98% eran hispanos o latinos de cualquier raza.